# Sandro da Silva Mendonça
Sandro da Silva Mendonça, mais conhecido como Sandro (Fortaleza, 1 de outubro de 1983), é um jogador de futebol brasileiro que atua como meia atacante.

## Carreira
Sandro foi revelado pelo Tiradentes. Depois de uma temporada no time, foi negociado com oURT. Após se destacar, foi emprestado para o Atlético Mineiro. Depois de uma boa série B pelo Ituano, foi contratado pelo Paraná, onde foi campeão paranaense 2006 e participou da grande campanha do time no Brasileirão (sendo um dos destaques), que levou o time à classificação para a Taça Libertadores do ano seguinte. Porém, ele não ficou para a disputa da competição, pois foi vendido ao Futebol Turco, ficando por lá até meados de 2010, quando voltou ao Brasil para defender o Coritiba.
Logo após a sua saída do time paranaense, Sandro acertou com o Avaí para a continuação do Campeonato Brasileiro de 2010 e disputa da Copa Sul-Americana.
Para a temporada de 2011, Sandro volta ao futebol da Turquia para defender o Sivasspor.
Ele retorna ao Brasil em 2013, para a disputa do campeonato paranaense pelo Operário Ferroviário. Após o término do campeonato ele assina com o Daegu, time da Coréia do Sul.
Voltando da Coréia do Sul, ele disputa novamente o campeonato paranaense pelo Operário Ferroviário, e logo após assina com o Red Bull Bragantino para o campeonato brasileiro.
Em dezembro de 2014, foi confirmado como reforço do ABC para a temporada de 2015.
Ainda em 2015 ele é contratado pelo Kedah FC time da Malásia, onde jogou até 2018, tendo grande destaque com títulos individuais e em equipe.
Em 2019 foi contratado pelo Selangor FC time malaio, ficando por duas temporadas.
Seu último clube foi o Sarawak United também da Malásia.

## Títulos
Paraná Clube
Campeonato paranaense de futebol 2006

Coritiba
Campeonato Brasileiro de Futebol - Série B: 2010

Kedah FA
- Malásia Premier League 2015
- Vice-campeão da Copa da Malásia 2015
- Copa da Malásia 2016
- Copa FA da Malásia 2017
- Malaysia Charity Shield 2017
- Vice-campeão da Copa da Malásia 2017

Selangor FC
- Copa Sultan Selangor 2019
- Vice-campeão Challenge CUP 2020

Sarawak United
- Vice-campeão Malásia Premier League 2021

Prêmios Individuais
- Milésimo gol do Campeonato Brasileiro Série A de 2005
- Eleito o gol mais bonito da Copa do Brasil 2014

- 15 vezes escolhido como o melhor jogador da partida na Malásia
- Seleção do campeonato nos anos 2015, 2017 e 2019 na Malásia
- Melhor jogador do mês de setembro de 2015 da Malásia
- Artilheiro da Copa da Malásia 2015
- Artilheiro da Copa da Malásia 2017
- Melhor jogador do mês de abril de 2019 da Malásia
- Acesso à Super Liga da Malásia (2015 e 2021)